# Jászdózsa
Jászdózsa är en ort i Ungern.   Den ligger i provinsen Jász-Nagykun-Szolnok, i den centrala delen av landet, 70 km öster om huvudstaden Budapest. Jászdózsa ligger 95 meter över havet och antalet invånare är 2 225.
Terrängen runt Jászdózsa är mycket platt. Runt Jászdózsa är det ganska tätbefolkat, med 54 invånare per kvadratkilometer. Närmaste större samhälle är Jászberény, 10,4 km sydväst om Jászdózsa. Trakten runt Jászdózsa består till största delen av jordbruksmark.